# Тэгэн
Тэгэн (якут. Төгүөн), также известен как Килиер — село в Олёкминском районе Республики Саха (Якутия) России.
Входит в состав Кяччинского наслега.

## География
Село находится в юго-западной части Якутии, в 9 км от села Килиер, примерно в 150 километрах от города Олёкминска, административного центра района.
Климат
Климат характеризуется как резко континентальный. Средняя температура воздуха самого тёплого месяца (июля) составляет 18 °C; самого холодного (января) — −30 − −35 °C. Среднегодовое количество атмосферных осадков составляет 200—300 мм.

## История
На основании Указа Президиума Верховного Совета Якутской АССР от 7 июня 1989 года Тэгэн возглавил выделенный из состава Абагинского наслега (сельского округа) Тэгэнский наслег.
Постановлением Палаты Республики Государственного Собрания (Ил Тумэн) Республики Саха (Якутия) от 18 мая 2001 года ПР № 288-II упразднён и исключён из учётных данных Тэгэнский наслег, село Тэгэн передано в административное подчинение Абагинского наслега.
На основании постановления Палаты Республики Государственного Собрания (Ил Тумэн) Республики Саха (Якутия) от 10 октября 2001 года ПР № 327-II Тэгэн включен в выделенный из состава Абагинского наслега Кяччинский наслег.
Согласно Закону Республики Саха (Якутия) от 30 ноября 2004 года N 173-З N 353-III село вошло в образованное муниципальное образование Кяччинский наслег.

## Население
| 2002 | 2010 | 2021 |
| ---- | ---- | ---- |
| 20   | ↘8   | ↗9   |

Национальный состав
Согласно результатам переписи 2002 года, в национальной структуре населения русские и якуты (саха)составляли по 50 % от общей численности в 6 жит..

## Инфраструктура
Животноводство.

## Транспорт
Не имеет круглогодичного автотранспортного сообщения (Приложение № 1 к Указу Главы Республики Саха (Якутия) от 14 апреля 2020 г. № 1119).